# Hypericum cuisinii
Hypericum cuisinii är en johannesörtsväxtart som beskrevs av William Barbey. Hypericum cuisinii ingår i släktet johannesörter, och familjen johannesörtsväxter. Inga underarter finns listade i Catalogue of Life.